# Gerti Engensteiner
Gerti Engensteiner (...) è un'ex sciatrice alpina austriaca.

## Biografia
Specialista delle prove tecniche, Gerti Engensteiner disputò alcune gare di Coppa del Mondo, ottenendo come miglior piazzamento il 13º posto nello slalom speciale di Maribor del 18 gennaio 1970, e ai Campionati austriaci 1972 vinse la medaglia di bronzo nella combinata; non prese parte a rassegne olimpiche o iridate.

## Palmarès

### Coppa Europa
- Miglior piazzamento in classifica generale: 9ª nel 1972[senza fonte]

### Campionati austriaci
- 1 medaglia:
  -  1 bronzo (combinata nel 1972)[senza fonte]